# Râul Thompson, Columbia Britanică
Râul Thompson engleză Thompson River este cel mai important afluent din Columbia Britanică a lui Fraser River. El a fost denumit după cartograful canadian David Thompson (1770-1857) care a cercetat pentru prima oară tot cursul râului care are lungimea de 489 km și bazinul hidrografic ocupă 56,000 km².  Thompson River se formează prin confluența lui South Thompson cu North Thompson în apropiere de orașul Kamloops la vest de oraș râul formează Lacul Kamloops. La Savona râul iese din lacul care are ca. 30 km lungime, și între localitățile Ashcroft și Lytton curge printr-un canion, după care se vărsa în  Fraser River. 